# Danny the Dog
Danny the Dog (Unleashed) è un film del 2005 diretto da Louis Leterrier, scritto da Luc Besson e prodotto da quest'ultimo e da Jet Li.
I protagonisti sono Jet Li, Morgan Freeman e Bob Hoskins. Il film è ambientato a Glasgow, in Scozia.

## Trama
La guardia del corpo del malavitoso Bart, Danny, addestrato fin da bambino ad attaccare gli uomini con la ferocia di un cane, vive completamente isolato dal mondo esterno. La situazione cambia quando Danny conosce il pianista cieco Sam e sua figlia adottiva Victoria, che lo introdurranno in una realtà a lui finora sconosciuta. Deciso ad ottenere la libertà e scoprire il proprio passato, Danny finisce per schierarsi contro Bart, il quale, piuttosto che lasciarlo libero preferisce vederlo morto. Per affrancarsi dalla sua prigionia, Danny dovrà affrontare il suo ultimo e più pericoloso combattimento.

## Slogan promozionali
Le tagline originali di Danny the Dog sono «Serve No Master» e «Chained by Violence. Freed by Music», quest'ultimo tradotto per la distribuzione italiana del film in «Incatenato dalla violenza. Liberato dalla musica».